# Bearl
Bearl var en civil parish 1866–1955 när det uppgick i Bywell, i grevskapet Northumberland i England. Civil parish var belägen 6 km från Corbridge och hade 33 invånare år 1951.